# Cartea Orelor

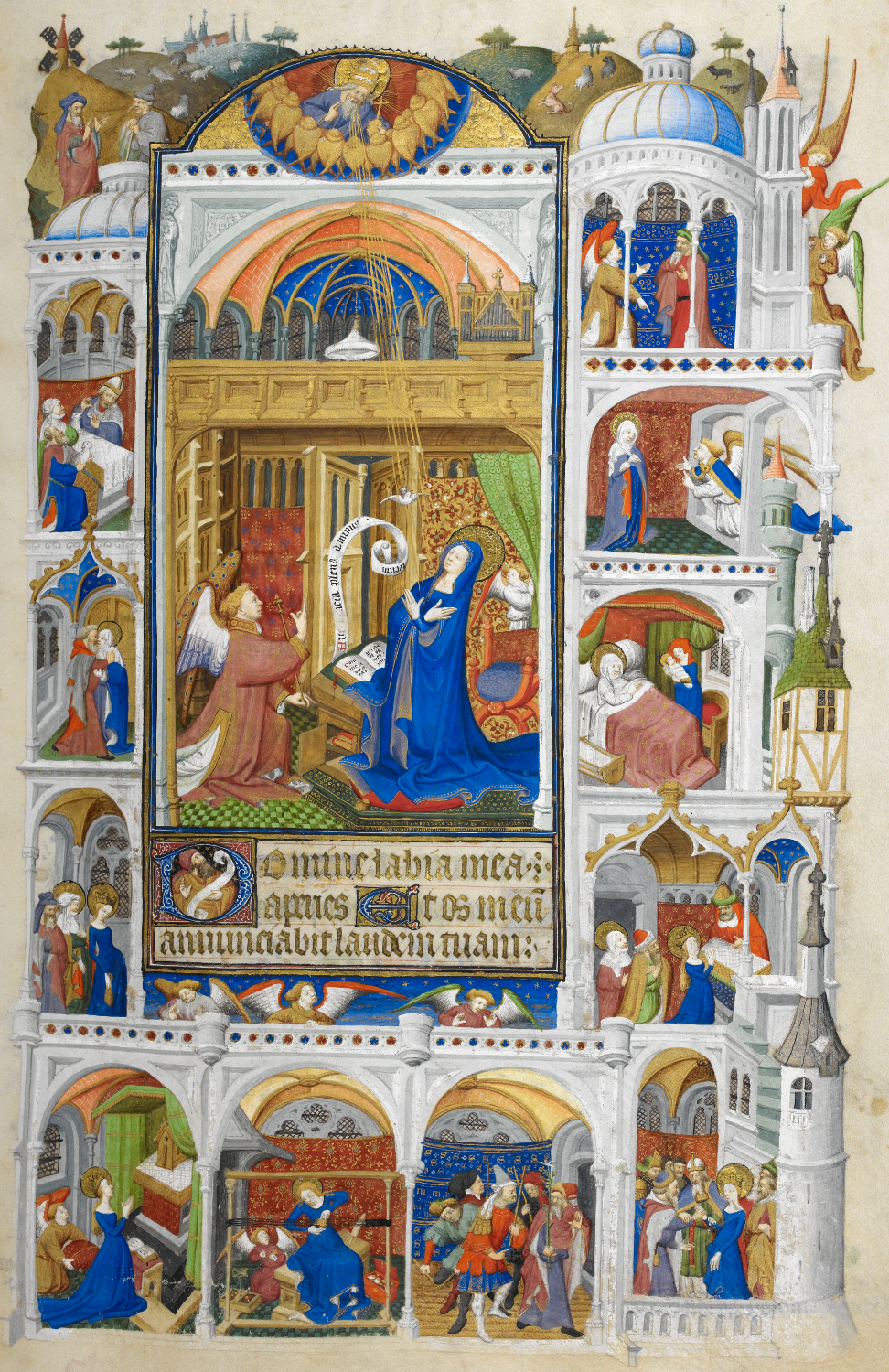
Domine mea labia aperies : începutul orelor de dimineață ale Orelor Fecioarei. Heures de Bedford, circa 1415-1430.

Cartea Orelor (franceză: Le Livre d'heures; engleză: The Book of Hours) este o carte liturgică pentru laici – spre deosebire de Breviar, care este pentru clerici. Cartea Orelor este în principal o colecție de psalmi, corespunzători Liturghiei Orelor. Cartea echivalentă în lumea slavă este Ceaslovul, iar în cea greacă Orologhion.
În plus față de această colecție de rugăciuni legate de orele din zi, cartea cuprinde, de obicei, un calendar care să urmărească evoluția liturghiei pe tot parcursul anului, dar uneori și psalmi, Evangheliile, precum și slujbe speciale. Acesta este cel mai frecvent tip medieval de carte cu anluminuri, chiar dacă nu toate sunt cu ornamente. Ele constituie o documentație importantă despre viața din Evul Mediu târziu și sunt sursa unei iconografii asupra creștinismului medieval. 

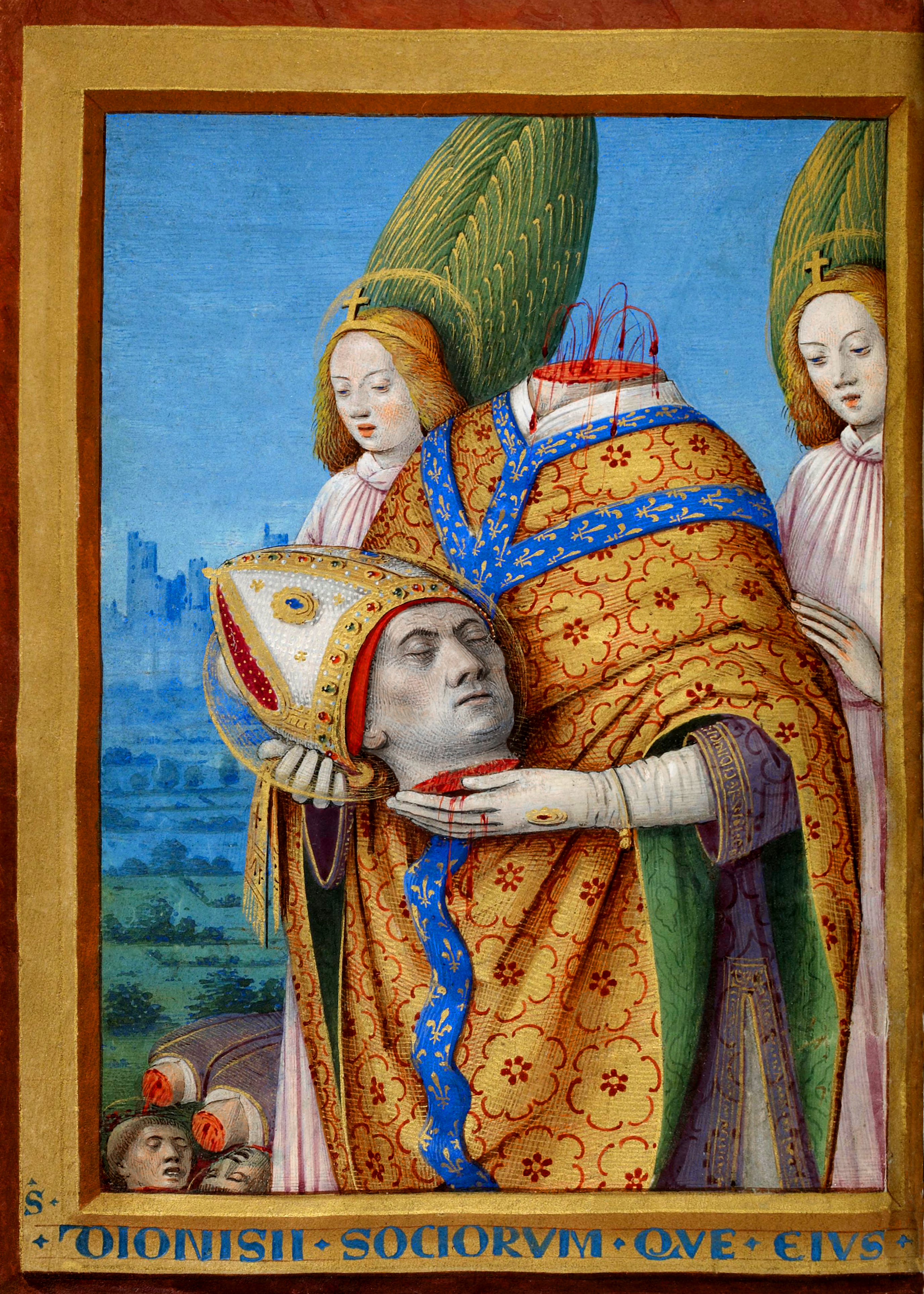
Pagina din manuscrisul iluminat Horae ad usum Parisiensem ("Cartea Orelor pentru parizieni"), zisă și "Orele lui Carol al VIII-lea". Folio-ul prezentat îl înfățișează pe Denis de Paris, patronul Parisului, care merge la locul unde va fi construită bazilica Sfântului Denis, purtându-și capul în mâini, după decapitarea sa. Denys de Paris ar fi fost primul episcop al Luteției (Paris), martirizat împreună cu tovarășii săi Rustic și Eleuther, în timpul persecuției dezlănțuite de împăratul roman Valerian.

## Istoric
Primele cărți liturgice pentru laici în formă de Cărți de ore apar în cursul secolului al XIII-lea, în  Franța și în Flandra. Ele reușesc cu psaltiștii mai răspândiți în Evul Mediu Înalt și de care îndeplinesc aproape aceeași funcție. Ele ating vârful popularității în secolul al XV-lea în întreaga Europă, devenind treptat standardizată și răspândită în straturi largi ale societății. 
În forma sa inițială, o Carte de ore nu reunea decât texte corespunzătoare orelor canonice, emise de breviarul clerului. Cu timpul, conținutul lor s-a îmbogățit cu noi texte. Slujba pentru morți, apărută în secolul al X-lea, este un set de rugăciuni de pomenire a morților în timpul serii sau al nopții. Apoi, mica slujbă a Fecioarei este o colecție de rugăciuni dedicate Sf. Maria, apărute în secolul al XI-lea în liturghia clerului. Ulterior, s-au adăugat cei șapte Psalmi penitențiali, o selecție de Psalmi făcuți de Sf. Augustin. În sfârșit, o ultimă adăugire este constituită din Litania sfinților, o serie de invocări ale sfinților și ale lui Hristos. 
Către sfârșitul secolului al XV-lea, s-au făcut tipărituri pe principiul xilografiei. Este probabil cel mai tipărit tip de carte din secolele 15 și 16. Conținutul Cărților de ore este apoi standardizat din ce în ce mai mult. Cu toate acestea, conținutul acestora, în funcție de alegerea textului și a compoziției acestora, se poate dovedi diferențiat, în funcție de originea lor geografică. 

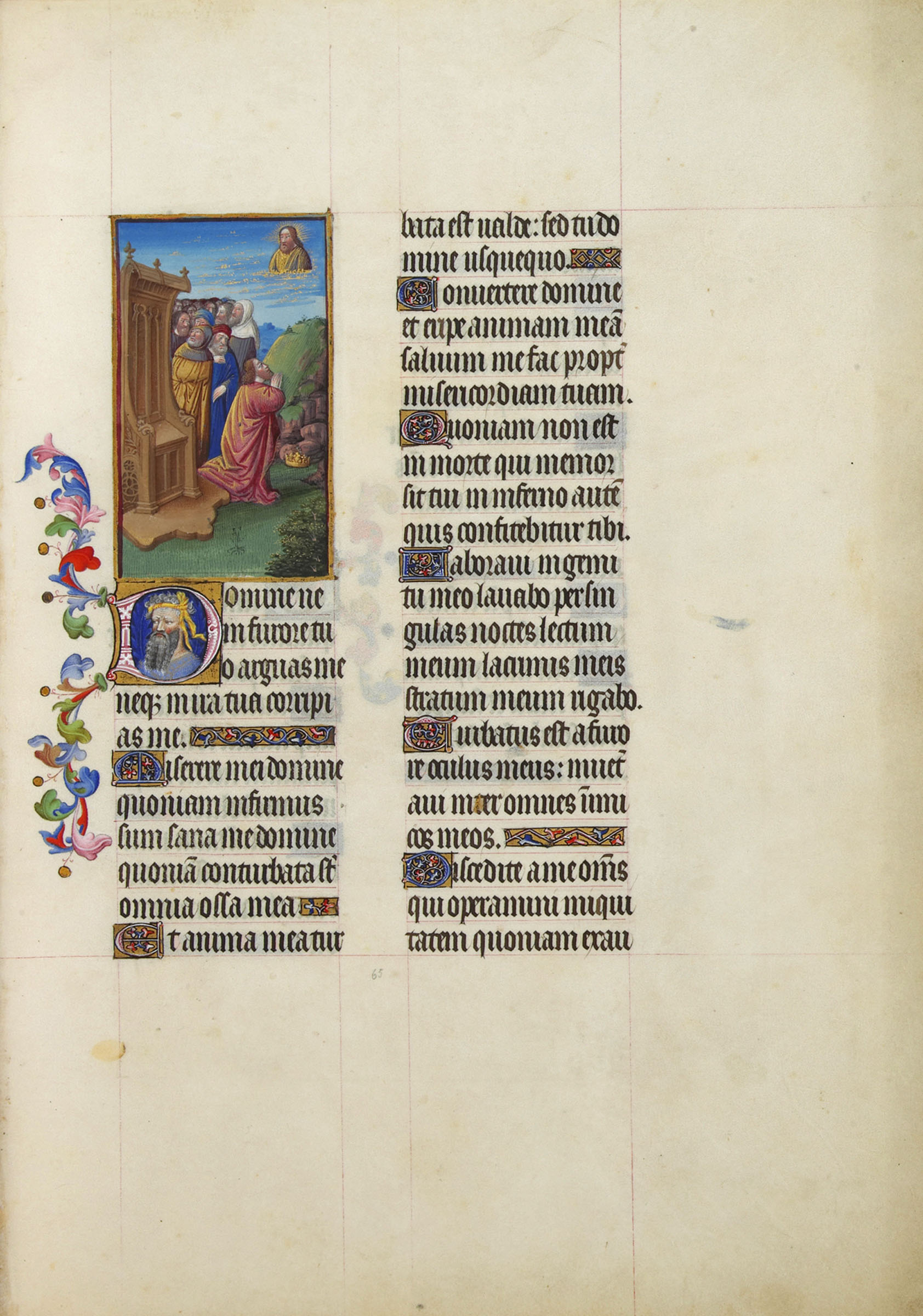
Domine ne in furore, început de psalmi penitențiali, cu o miniatură reprezentându-l pe regele David în rugăciune (Les Très Riches Heures du duc de Berry, f. 65r).
Cartea de ore pentru cei din Metz, în jurul anului 1440. Muzeul de artă din Cleveland (S.U.A.).
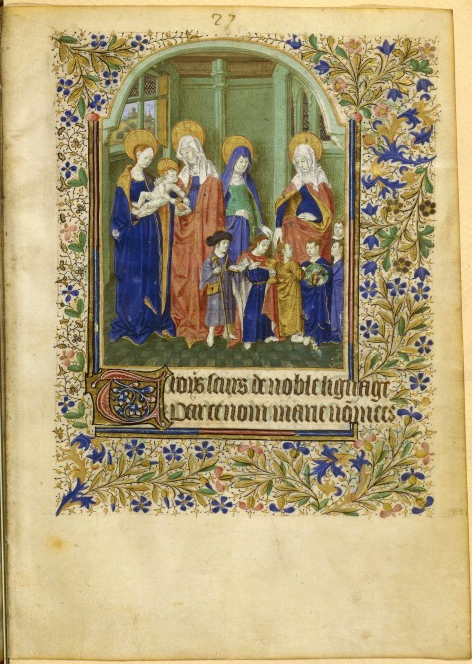
Sfânta Ana și cele trei Marii, miniatură a Maestrului Jouvenel în Cartea de ore pentru cei din Angers (Franța), BNF, p. 27.
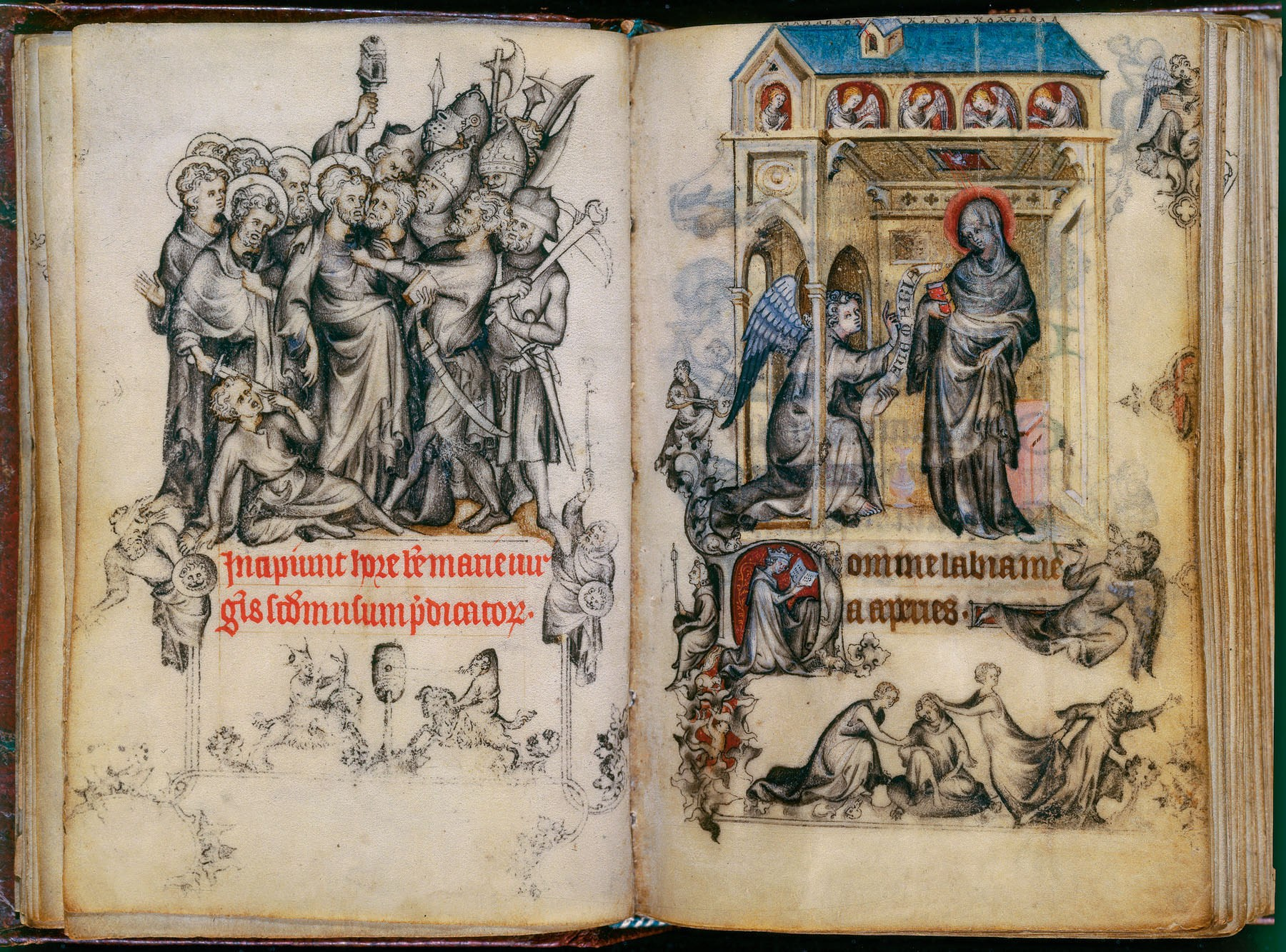
Cartea de ore a Jeannei din Evreux (1325-1328): Arestarea lui Hristos și Buna Vestire

## Conținutul tradițional al Cărților de ore
Dintre capitolele de obicei întâlnite în Cartea de ore, găsim în principal trei părți, cele mai comune în aproape fiecare Carte de ore: 
- Orele Fecioarei: este vorba de psalmi, imnuri, imnuri și scurte fragmente din Cântarea Cântărilor, ale căror texte sunt parțial legate de Preasfânta Fecioară. Imaginile găsite acolo, scoase din scene din viața Fecioarei Maria sau din nașterea lui Hristos, nu ilustrează direct textele, ci servesc mai degrabă ca imagini ale devotărilor slujind  meditația cititorului. Între aceste texte au fost inserate versete și răspunsuri.
- Psalmii penitențiali: sunt, în general, folosite pentru a cere iertare pentru păcate și pentru a-și exprima pocăința.
- Slujbele de pomenire: conțin rugăciunile recitate de cleric pentru salvarea sufletului unui mort la o înmormântare. A servit laicilor pentru a comemora moartea vreunei persoane și pentru a se ruga pentru mântuirea sufletului ei în Purgatoriu.

## Diferențele regionale
Cărțile de ore sunt adaptate unei anumite liturghii, care variază în funcție de regiuni și denumită "utilizare". Această utilizare variază versetele și răspunsurile folosite între diferiții psalmi și alte citiri. Această utilizare are, de asemenea, o influență asupra sfinților menționați în calendare, litanii sau sufragii. Sfinții locali sunt privilegiați de fiecare dată: astfel, Sfânta Genoveva se găsește în cărțile pentru Paris.

## Iconografia tradițională a Cărților de ore
- calendare: sunt ilustrate, de obicei, prin semne zodiacale și/sau ocupații la țarină sau în societate, în funcție de luni.
- Evangheliile sunt adesea ilustrate cu Evanghelistul respectiv (Sfântul Marcu, Sfântul Luca, Sfântul Matei sau Sfântul Ioan) sau numai prin atributele lor tradiționale (leul, boul, îngerul sau vulturul);
- orele Fecioarei: scenele vieții Preasfintei Fecioarei dinaintea și în timpul nașterii lui Hristos (Bunavestire, nașterea Fecioarei, prezentarea la Templu, venirea Crailor de la Răsărit) sau de după (Rusaliile, Adormirea și Înălțarea la ceruri a Maicii Domnului);
- psalmii penitențial: sunt uneori ilustrate cu scena lui David de pocăință, după ispita lui față de Batșeba.
- pomenirea morților include o iconografie care prezintă scene de funeralii, iadul sau raiul, Judecata de Apoi.
- sufragiile sfinților: de obicei, se prezintă sfântul în cea mai faimoasă scenă a vieții sale (de obicei, o scenă de martiriu).